# O psie, który strzegł gwiazd
O psie, który strzegł gwiazd (jap. 星守る犬 Hoshi mamoru inu) – manga autorstwa Takashiego Murakamiego, publikowana w magazynie „Shūkan Manga Action” wydawnictwa Futabasha od sierpnia 2008 do lutego 2009. Polski przekład ukazał się nakładem wydawnictwa Kotori.
Na podstawie mangi powstał film live action, którego premiera odbyła się w czerwcu 2011.

## Fabuła

### O psie, który strzegł gwiazd
Historia opowiadana jest z perspektywy psa rasy Akita o imieniu Happy, który jako szczeniak zostaje adoptowany przez japońską rodzinę robotniczą i przez kilka lat mieszka z nimi. Pies cieszy się życiem u boku rodziny, a szczególnie docenia codzienne spacery z „Tatą” – tak nazywa mężczyznę z rodziny. Jednak po kilku latach żona mężczyzny wnosi o rozwód. Teraz bezdomny, bez pracy i z niewielką ilością pieniędzy, wciąż pogodny Tata postanawia wyruszyć z Happy’m w podróż po południowej Japonii. Po drodze zatrzymują się przy sklepie, gdzie Tata zauważa brudnego chłopca próbującego ukraść chleb. Kupuje go dla niego, a chłopiec bez pytania wsiada do samochodu. Tata zgadza się zabrać go, dokąd tylko zechce, ale chłopiec przez większość czasu milczy. Śpią w samochodzie, a następnego ranka Tata odkrywa, że chłopca już nie ma i zabrał jego portfel. Niedługo później Happy zaczyna odczuwać silny ból podczas oddawania moczu, więc Tata w pośpiechu zabiera go do weterynarza, gdzie dowiaduje się, że pies ma kamienie nerkowe. Happy przechodzi operację, a Tata musi zastawić niemal wszystko, co posiada, by opłacić rachunek, zostając niemal bez grosza. Kontynuują podróż, aż w końcu kończy im się paliwo w pobliżu pola namiotowego. Mieszkają tam przez jakiś czas, żywiąc się tym, co uda im się zdobyć lub złapać, śpiąc w samochodzie – aż pewnego dnia Tata umiera w aucie z powodu choroby serca. Happy zostaje na miejscu i przetrwa jeszcze dwie zimy, aż w końcu również umiera. Policja odkrywa ich ciała około trzy miesiące później – ciało wiernego Happy’ego spoczywa przy stopach Taty.

### Słoneczniki
Okutsu, pracownik socjalny w średnim wieku, otrzymuje zadanie odnalezienia rodziny Taty, aby poinformować ich o jego śmierci. Szukając wskazówek dotyczących przeszłości Taty, Okutsu odbywa tę samą podróż, lecz w przeciwnym kierunku, aż dociera do miejsca, w którym Tata sprzedał cały swój dobytek, aby zapłacić za operację nerek Happy’ego. W miarę postępów śledztwa, zaczyna rozmyślać o własnym życiu i wspomina swoje dzieciństwo z dziadkiem, który w domku letniskowym zbudował wielkie okno dla swojej chorej żony, by mogła z łóżka podziwiać rozciągające się za domem pole słoneczników. Okutsu porównuje swoje życie z życiem Taty i w końcu przypomina sobie własne zachowanie wobec samotnego szczeniaka, którego dziadek kupił mu po śmierci swojej żony. Pies ten często nocą wpatrywał się w gwiazdy, stojąc wśród słoneczników, jakby pragnął ich dosięgnąć. Z czasem Okutsu uświadamia sobie, że życie Taty i Happy’ego to przypowieść o ludzkim losie – że wszyscy jesteśmy jak pies spoglądający w gwiazdy, zawsze marzący o czymś nieosiągalnym. Nie mogąc odnaleźć żadnych krewnych, ponieważ Tata celowo zniszczył wszelkie ślady swojej przeszłości, Okutsu decyduje się zatwierdzić kremację jego ciała jako osoby niezidentyfikowanej. Prochy rozsypuje wokół grobu Happy’ego, który – jak się okazuje – znajduje się pośrodku pola słoneczników, podobnego do tego przy domu jego dziadka.

## Manga
Seria była publikowana w magazynie „Shūkan Manga Action” od 5 sierpnia 2008 do 3 lutego 2009. Jej rozdziały zostały zebrane w pojedynczym tankōbonie, wydanym 7 lipca 2009 nakładem wydawnictwa Futabasha. 
Dwa lata po sukcesie mangi O psie, który strzegł gwiazd Takashi Murakami napisał trzy kolejne opowieści: Gwiazda podwójna, Gwiazda pierwszej jasności oraz finałowy epilog do serii. Wszystkie trzy zostały zebrane i opublikowane przez wydawnictwo Futabasha w drugim tomie zatytułowanym Zoku hoshi mamoru inu, który opowiada indywidualne historie dwóch postaci znanych z oryginału: wątłego brata Happy’ego, Chibiego, oraz Tetsuo, chłopca, który ukradł portfel Tacie.
W Polsce obie mangi zostały wydane nakładem wydawnictwa Kotori w jednym tomie zbiorczym.
| Nr | Język japoński | Język japoński         | Język polski    | Język polski           |
| Nr | Data wydania   | ISBN                   | Data wydania    | ISBN                   |
| -- | -------------- | ---------------------- | --------------- | ---------------------- |
| 1  | 7 lipca 2009   | ISBN 978-4-575-30143-4 | 8 kwietnia 2022 | ISBN 978-83-66568-84-6 |
| 2  | 18 marca 2011  | ISBN 978-4-575-30300-1 | 8 kwietnia 2022 | ISBN 978-83-66568-84-6 |

## Film live action
Na podstawie mangi powstał film aktorski w reżyserii Tomoyukiego Takimoto. Premiera w japońskich kinach odbyła się 11 czerwca 2011.

## Odbiór
Manga O psie, który strzegł gwiazd sprzedała się w Japonii w liczbie ponad 400 000 egzemplarzy.